# 고혈압응급증

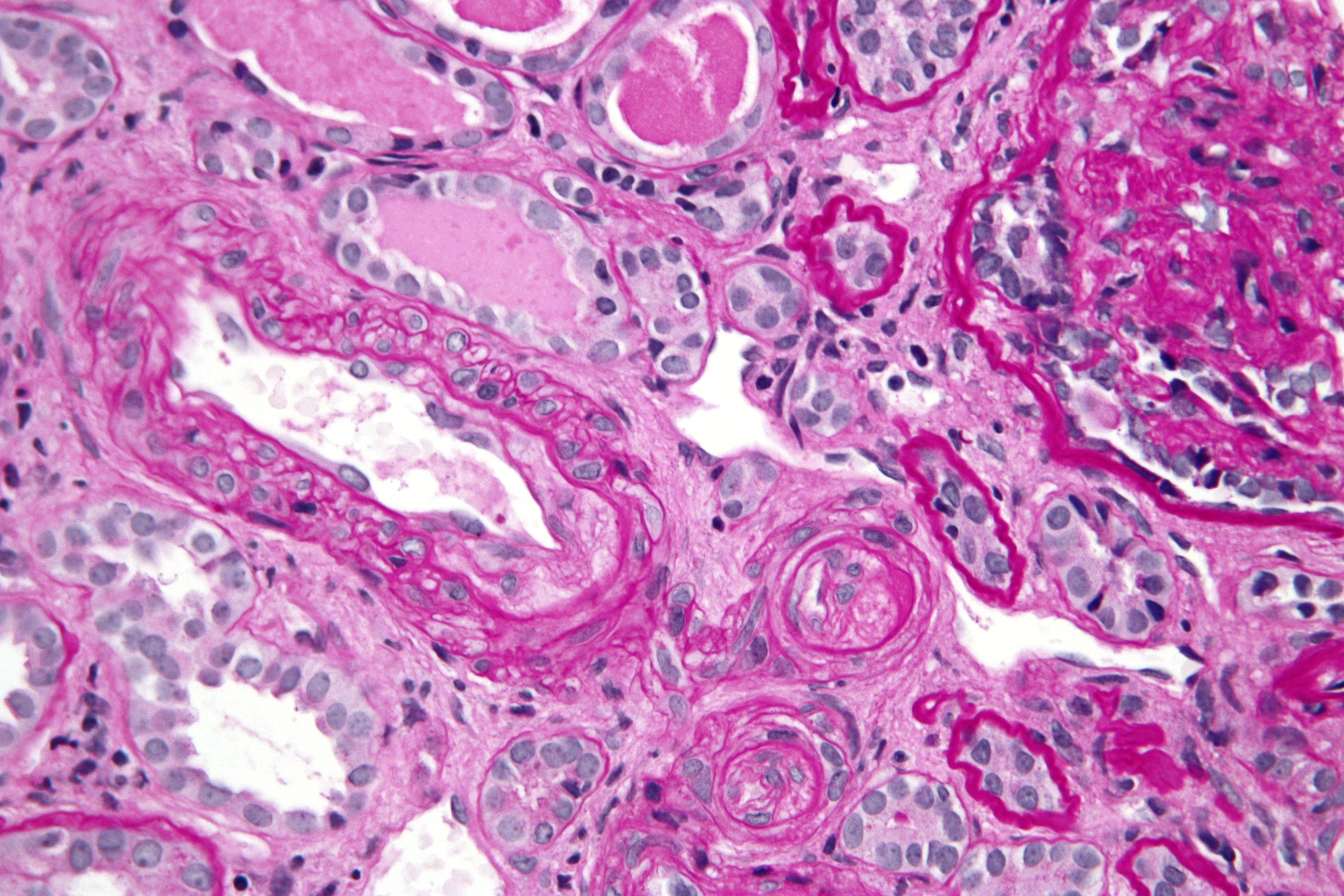

고혈압응급증(高血壓應急症, hypertensive emergency, 과거 이름: 악성고혈압/malignant hypertension) 또는 고혈압성 응급증은 하나 이상의 기관계(특히 중추신경계통, 순환계통 및 비뇨계통)에 급성 장애가 있는 고혈압 증상으로, 회복 불가능한 장기 손상으로 이어질 수 있다. 고혈압응급증의 경우에는 혈압 강하약을 사용하여 수분에서 수시간 동안 혈압을 천천히 낮추는 것이 좋다.

## 증상
눈에 삼출액이나 망막 출혈이 나타날 수 있다. 고혈압응급증으로 진단을 받기 앞서 울혈유두가 존재한다.
기타 증상은 다음을 포함한다:
- 흉통
- 부정맥
- 두통
- 코피
- 호흡곤란
- 실신 또는 현훈
- 심각한 불안
- 동요
- 정신 상태 변화
- 저림
- 구토

### 정의
| 용어               | 수축기 혈압 (mm Hg) | 확장기 혈압 (mm Hg) |
| 보통               | < 120               | < 80                |
| 고혈압 이전        | 120-139             | 80-89               |
| 고혈압 단계 1      | 140-159             | 90-99               |
| 고혈압 단계 2      | ≥ 160               | ≥ 100               |
| 고혈압 위기 - 응급 | ≥ 180               | ≥ 120               |

고혈압응급증이라는 용어는 주로 확장기 혈압이 120 mmHg 이상이거나 수축기 혈압이 180 mmHg 이상인 고혈압 위기를 가리키는데 주로 사용된다.